# Асбах-Бойменгайм
Асбах-Бойменгайм (нім. Asbach-Bäumenheim) — громада в Німеччині, знаходиться в землі Баварія. Підпорядковується адміністративному округу Швабія. Входить до складу району Донау-Ріс.
Площа — 11,89 км2. Населення становить 4785 ос. (станом на 31 грудня 2020).

## Географії

### Адміністративний поділ
Громада  складається з 5 районів:
- Асбах
- Бойменгайм
- Гамлар
- Майфрід
- Кенігсмюле